# John Bull (politico)
John Bull (Virginia, 1803 – Rothville, febbraio 1863) è stato un pastore protestante, medico e politico statunitense che rappresentò il Missouri al parlamento degli Stati Uniti nel 1833 e nel 1834.

## Biografia
John Bull studiò medicina a Baltimora, nel Maryland ed esercitò la professione medica a Glasgow, nel Missouri. Qui studiò teologia e diventò ministrante metodista. Fu candidato alla carica di Governatore nel Missouri, ma non venne eletto e fu grande elettore di Andrew Jackson nel 1828. Nel 1833 fu eletto al Congresso e rappresentò l'opposizione a Jackson. Morì presso Rothville, nella contea di Chariton, nel febbraio del 1863 e fu sepolto nel cimitero di famiglia Hutcheson Cemetery.